# Geneviève de Gaulle-Anthonioz

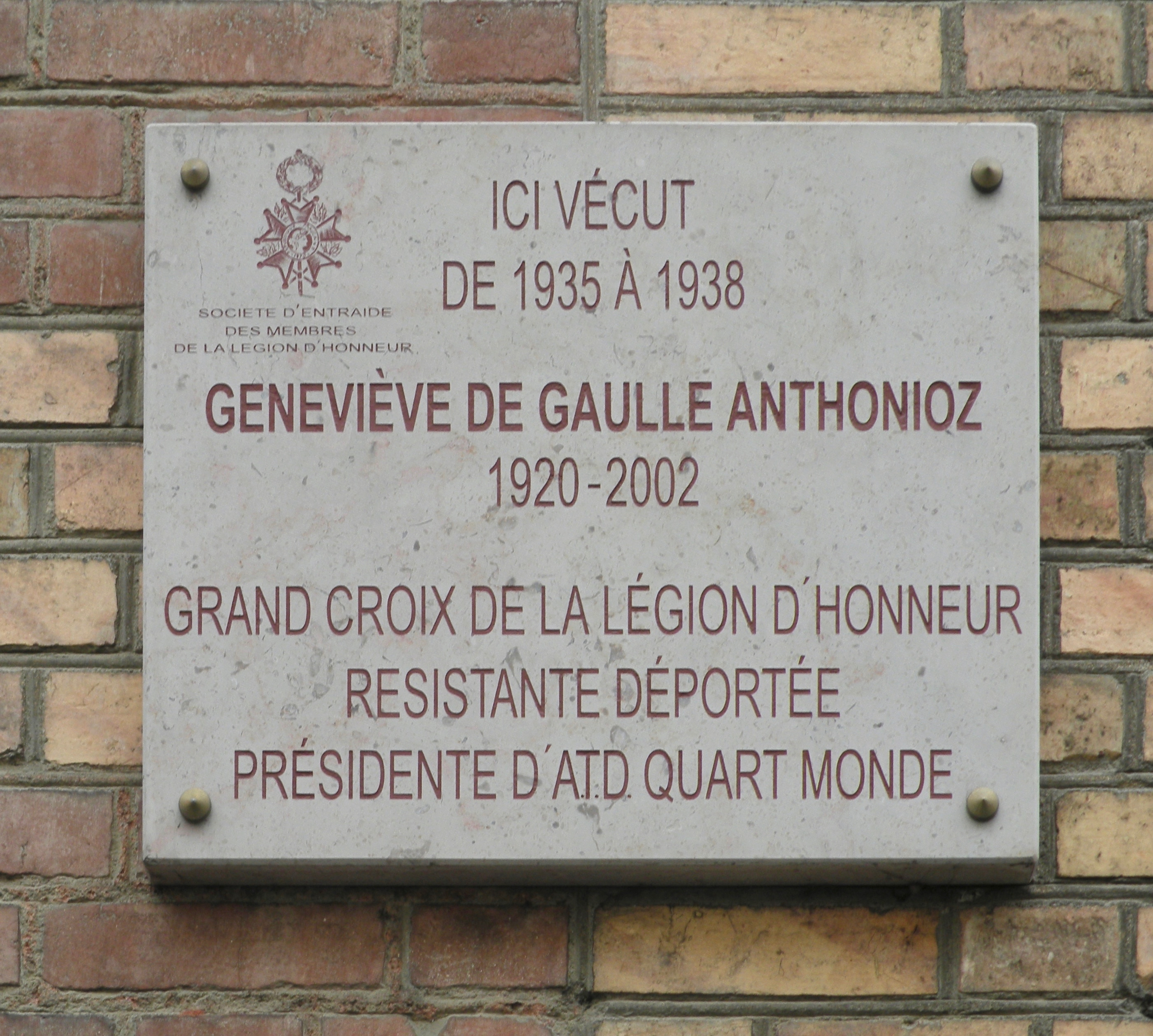
Herinneringsplaquette aan de gevel van de woning van Geneviève de Gaulle te Rennes

Geneviève de Gaulle-Anthonioz (Saint-Jean-de-Valériscle, 25 oktober 1920 – Parijs, 14 februari 2002), was een Frans verzetsstrijdster en activiste voor de mensenrechten. Ze was in 1998 de eerste vrouw die het Grootkruis in het Legioen van Eer kreeg uitgereikt.
De Gaulle was de oudste dochter van Xavier de Gaulle, een broer van de Franse oorlogsleider en latere president Charles de Gaulle. Kort na de Franse capitulatie in 1940 trad ze toe tot het Franse verzet. Ze werd op 20 juli 1943 gearresteerd en werd opgesloten in de gevangenis van Fresnes. Op 2 februari 1944 werd ze naar Ravensbrück gedeporteerd. In oktober van dat jaar werd ze in de kampbunker opgesloten. Heinrich Himmler besloot haar in leven te laten om haar te kunnen uitwisselen. In april 1945 kwam De Gaulle vrij toen Ravensbrück door het Rode Leger werd bevrijd.
In 1946 trouwde ze met de oud-verzetsman Bernard Anthonioz, met wie ze vier kinderen kreeg. Ze werd lid en later voorzitter van de Association nationale des anciennes déportées et internées de la Résistance (ADIR), en trad toe tot het Rassemblement du Peuple Français (RPF) van haar oom. In 1958 kwam De Gaulle-Anthonioz in contact met pater Joseph Wresinski die in een barakkenkamp voor daklozen in Noisy-le-Grand werkte. De armoede, maar ook de onderlinge solidariteit in het kamp deden haar aan haar periode in Ravensbrück denken. Ze werd in 1964 presidente van ATD Vierde Wereld, een internationale beweging tegen armoede en uitsluiting die door pater Wresinski was opgericht en zou deze functie tot september 2001 bekleden.
In 1987 was De Gaulle-Anthonioz  getuige in het proces tegen Klaus Barbie. Een jaar later werd ze lid van de Conseil économique, social et environnemental. Ze streed tien jaar voor een wet tegen extreme armoede, die in 1998 werd aangenomen. In hetzelfde jaar kreeg ze het Grootkruis in het Legioen van Eer uitgereikt en publiceerde ze het boek La Traversée de la nuit over haar ervaringen in Ravensbrück.
De Gaulle-Anthonioz  overleed op 81-jarige leeftijd te Parijs en werd begraven te Bossey.
In 2014 kondigde president François Hollande aan dat haar stoffelijk overschot zou worden bijgezet in het Panthéon. De familie was hier tegen, waarop werd besloten dat de kist in het Panthéon een urn met aarde van het kerkhof te Bossey zou bevatten.